# Inducirani električni dipol
Inducírani eléktrični dípól je električni dipol, ki ne more obstajati izven zunanjega električnega polja. Pri vseh atomih in nekaterih molekulah, ki sestavljajo nepolarne snovi, težišči pozitivnega in negativnega naboja sovpadata, zato nimajo električnega dipolnega momenta. Zunanje električno polje pa z elektrostatskim privlakom deluje na elektronsko ovojnico atomov in nabita atomska jedra in povzroči, da težišči pozitivnega in negativnega naboja ne sovpadata več, s čimer se kot odziv na zunanje električno polje pojavi inducirani električni dipolni moment pe.
Fizikalna količina, ki pove, do kolikšne mere se sicer nepolaren atom ali molekula polarizira v zunanjem električnem polju, je polarizabilnost α:
{\displaystyle \mathbf {p} _{e}=\epsilon _{0}\alpha \mathbf {E} }
Pri tem je ε0 influenčna konstanta, α polarizabilnost in E jakost električnega polja.
Pri polarnih snoveh - zgled je voda - pa nasprotno težišči pozitivnega in negativnega naboja tudi izven zunanjega električnega polja ne sovpadata; takšne molekule se obnašajo kot permanentni električni dipoli in sestavljajo polarne snovi, npr. vodo.